# 大橋八郎

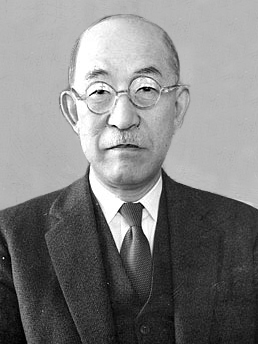
大橋八郎

大橋 八郎（おおはし はちろう、1885年12月19日 - 1968年6月4日）は、日本の政治家、逓信官僚、俳人。岡田内閣の法制局長官、林内閣の内閣書記官長、社団法人日本放送協会第4代会長、日本電信電話公社第2代総裁。現在の富山県高岡市出身。
日本放送協会会長時、終戦時の玉音放送に携わった。戦後の通信事業近代化に貢献。おじは漢詩人の大橋十右衛門。

## 来歴
富山縣高岡中學校、石川縣尋常中學校を経て、1906年（明治39年）7月に第四高等學校を卒業。
1910年（明治43年）7月に東京帝国大学法科大学を卒業した後、逓信省に入省。同年11月、高等文官試験に合格する。1925年（大正14年）10月に郵務局長、1928年（昭和3年）7月に経理局長となる。1931年（昭和6年）6月に逓信次官となり、1936年（昭和11年）1月まで務める。
1936年（昭和11年）1月11日に岡田内閣の法制局長官に任命される。同年3月9日、二・二六事件の責任をとり岡田内閣が総辞職するのに伴い法制局長官を辞職。同年9月2日、貴族院議員に勅選され、1946年（昭和21年）6月20日まで在任。1937年（昭和12年）2月2日には林内閣の内閣書記官長兼内閣調査局長官に任命される。同年6月4日、林内閣の総辞職に伴い内閣書記官長・内閣調査局長官を辞職。
同年11月、日本無線電信社長に就任する。1938年（昭和13年）3月には日本無線電信と国際電話の合併による新会社国際電気通信の社長に就任し、1945年（昭和20年）5月まで務める。
1945年4月21日、日本放送協会会長に就任し、1946年（昭和21年）2月20日まで務める。同年9月に公職追放され、1951年（昭和26年）6月に解除される。その後、1958年（昭和33年）9月から1965年（昭和40年）4月まで日本電信電話公社総裁を務める。
1965年6月18日に高岡市名誉市民となる。

## 栄典
- 1940年（昭和15年）11月10日 - 紀元二千六百年祝典記念章[4]

## 俳人活動
「越央子」の俳号で俳句集『野梅』などを発表している。